# Goran Filipec
Goran Filipec (Rijeka, 1981) est un pianiste croate.

## Biographie
Goran Filipec étudie le piano à l'Académie Ino Mirkovich (Lovran, Croatie) et plus tard, se spécialise à la Hochschüle für Musik de Cologne, à l'institut de piano d'Oxana Yablonskaya (Lugano), au conservatoire de Moscou et au Conservatoire royal de La Haye. Ses plus importants professeurs ont été Naum Grubert, Oxana Yablonskaya et Natalia Trull.
Après avoir remporté de nombreux premiers prix lors de concours internationaux de piano tels que le concours international de Musique de Los Angeles José Iturbi, en 2009, le Concurso de Parnassos à Monterrey, en 2010 ; le concours international de piano Gabala en Azerbaïdjan, en 2009 ; le concours Franz Liszt - « Premio Mario Zanfi » à Parme en 2011, Filipec se produit à l'échelle internationale, notamment au Carnegie Hall à New York (2006), à l'Auditorium de Milan, au Théâtre Mariinsky, à la salle Béla Bartók de Budapest, à la Philharmonie de Paris et dans d'autres salles de concert d'Europe, d'Amérique du Nord et du Sud et au Japon.

## Discographie
- 2006 : Goran Filipec joue Rachmaninov Et Moussorgski (Eroica Classical Recordings)
- 2012 : Liszt: Anniversary Resonances (2CD Goran Filipec Productions)[2].
- 2014 : Ivo Maček, Œuvres pour piano et la Sonate pour violon et piano - avec Silvia Mazzon, violon (28 octobre 2013 et 28 mars 2014, Naxos)[3] (OCLC 894525498)
- 2015 : Franz Liszt, Études de Paganini (14 mai et 19 juin 2015, Naxos 8.573458)[4] (OCLC 958926893) Grand Prix du Disque de l’association Ferenc Liszt de Budapest 2016.
- 2016 : Blagoje Bersa, Œuvre pour piano vol. 1 (18 octobre 2016, Grand Piano) (OCLC 1021777555)
- 2017 : Domenico Scarlatti, Sonates pour piano – vol. 19 (1-2 février 2016, Naxos) (OCLC 999875590)

## Sources
- (es) Sandra de la Fuente, « Viaje al complejo universo de Liszt » (version du 21 décembre 2016 sur Internet Archive) — Présentation et interview de Goran Filipec (11 novembre 2016).
- (es) « Poderoso y sutil, en cantidades justas » (Gran concierto de Goran Filipec en Ushuaia) (17 avril 2008) sur lanacion.com.ar
- (es) « Pianista para el fin del mundo » par Mauro Apicella (17 octobre 2013) sur lanacion.com.ar
- (es) « Beethoven brilló en Tierra del Fuego » par Pablo Kohan (8 octobre 2013) sur lanacion.com.ar
- (es) « Gran prólogo para el Festival de Ushuaia » (25 avril 2009) sur lanacion.com.ar
- Le site de l'artiste
- (hr + en) Zagreb Concert sur lisinski.hr
- Les Artistes Classiques Dans Le Monde Entier sur classical-artists.com